# Limbecker Platz (winkelcentrum)
Het binnenstedelijke winkelcentrum Limbecker Platz ligt aan de noordwestelijke rand van de binnenstad van Essen. Het is gelegen tussen de Limbecker Platz, de Berliner Platz en de Ostfeldstrasse. De eerste bouwfase werd geopend op 13 maart 2008. De tweede en laatste fase werd op 22 oktober 2009 geopend.

## Geschiedenis
Op 1 maart 2008 werd het voormalige warenhuis Karstadt aan de Limbecker Platz definitief gesloten. Het Karstadt-gebouw van Theodor Althoff uit 1912 stond niet op de monumentenlijst. Het gevels van het gebouw waren uit zandsteen en de binnenkant was van gewapend beton. Door de mijnbouw in de  omgeving verkeerde het pand in een zeer slechte staat en had daardoor een hoogteverschil over de zijbreedte van een meter.
Na de sloop van het oude Karstadt-gebouw en de bijbehorende parkeergarage werd op 1 juni 2008 als laatste de 35 meter hoge toren met 15 kilo springstof  en 80 ontstekers opgeblazen kwamen tot ontploffing. Ook de sportwinkel van Karstadt, het gebouw van het warenhuis SinnLeffers (voorheen Quelle) en enkele snackkramen moesten wijken voor het nieuwe winkelcentrum. 

### Projectfasen
In mei 2006 werd begonnen met de bouw van het eerste deel van het winkelcentrum. Hiervoor moesten het Karstadt-Sport-warenhuis en het warenhuis SinnLeffers (voorgeen Quelle) gesloopt worden. De sloopwerkzaamheden waren in juli 2007 afgerond.  Van SinnLeffers leidde een overdekte voetgangersbrug over de Ostfeldstrasse naar een parkeergarage, die eind 2007 werd losgemaakt en opnieuw werd vastgemaakt aan het nieuwe gebouw. Ondertussen stond de brug op de plek van de voormalige groothandelsmarkt gestald. Verder werd een snackpaviljoen afgebroken. 
De officiële eerstesteenlegging vond plaats op 13 september 2006. In mei 2007 werd met de gevels gestart en werd tegelijk gestart met de binnenbouw. Kort na de sluiting van het Karstadt-gebouw op 1 maart 2008 werd met de sloopwerkzaamheden gestart.

### Realisatie
De projectpartners van het nieuwe winkelcentrum waren KarstadtQuelle AG, dat ongeveer een derde deel van het winkelcentrum met zijn eigen filialen Karstadt-Welthaus (van 20.000 m²) en Karstadt Sport (van 4.000 m²) in naam, ECE Projektmanagement GmbH &amp; Co. KG en Union Investment Real Estate AG.

#### Incidenten tijdens de bouw
Op 24 oktober 2006 werd een vliegtuigbom gevonden die onmiddellijk onschadelijk gemaakt moest worden. Dit verliep zonder problemen.  
Medio 2020 wordt gestart met de modernisering van het centrum. Hierbij zullen in het horecagedeelte meer zitplaatsen worden gecreëerd en zal de bewegwijzering worden verbeterd. De parkeergarage wordt met sensoren uitgerust boven de parkeerplaatsen, waarmee met rood of groen wordt aangegeven of de parkeerplaats bezet is of vrij is. De werkzaamheden kosten miljoenen euro's en zullen eind 2021 afgerond zijn.

## Winkelcentrum
Op 22 oktober 2009 werd het nieuwe winkelcentrum Limbecker Platz geopend. De kosten van het project worden geschat op 300 miljoen euro. De totale verkoopvloeroppervlakte is ca. 70.000m², welke verdeeld zijn over 3 niveaus met ongeveer 200 winkels. De branchemix, die onder andere uit sport, horeca en levensmiddelen bestaat, wordt gedomineerd door mode, elektronica en een warenhuis. Dagelijks komen ongeveer 51.000 bezoekers naar de Limbecker Platz, waarvan het verzorgingsgebied door de exploitant wordt geschat op 1.720.976 inwoners. In het centrum werken 2.000 mensen.

### Architectuur
De gevel is ontworpen door architectenbureau Henn uit München en verbeeld een swingende jurk. De onderzijde van de gevels is bij de ingangen verhoogd en laat zo de achterliggende glazen gevel zien. De aluminium gevel is voorzien van verlichting die pailletten voor moeten stellen. 
Nadat het oude Karstadt-warenhuis (voormalig Althoff warenhuis) op 1 maart 2008 werd gesloten, werd dit vanwege de slechte bouwtoestand gesloopt. Ter herinnering aan het oude warenhuis zijn in het nieuwe winkelcentrum foto's en enkele zandstenen van de oude gevel tentoongesteld.
Bij de hoofdingang aan de Limbecker Straße, waar het oude warenhuis stond, is een deel van de oude gevel in de nieuwe gevel geïntegreerd. Een afbeelding van het oude warenhuis geeft visueel de historische achtergrond van de zandstenen aan.

### Fotogalerij

Tijdens de bouw
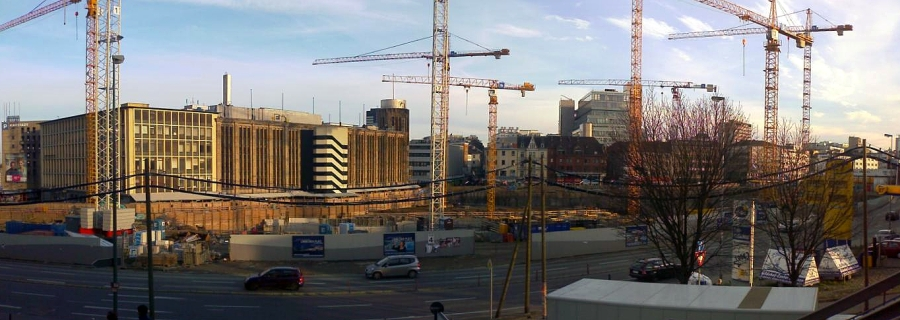
Bouwplaats Limbecker Platz met het voormalige warenhuis Althoff op 29 december 2006
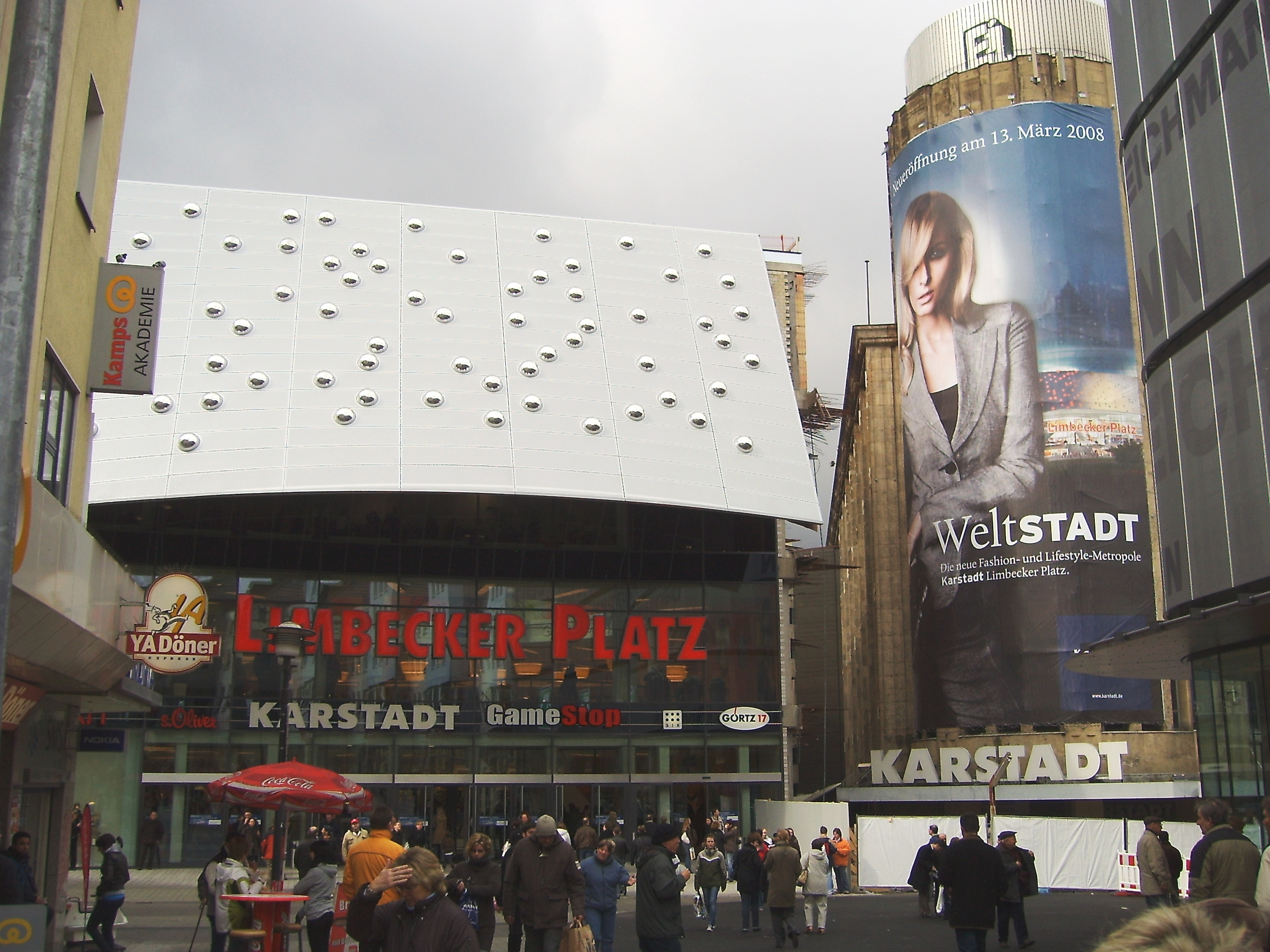
Nieuwe Karstadt-gebouw aan de linkerkant, Althoff-gebouw aan de rechterkant
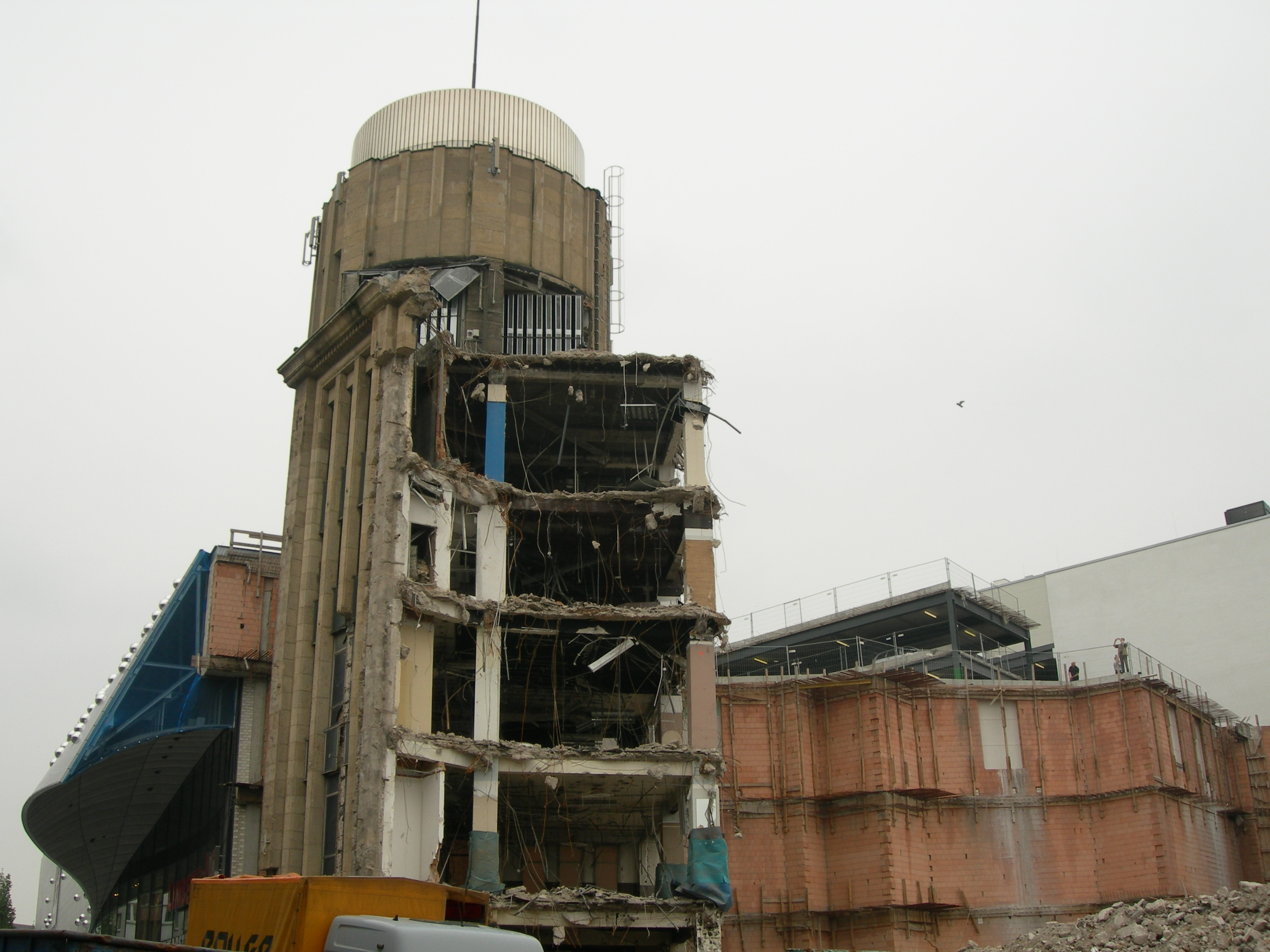
Althoff-toren op 31 mei 2008, een dag voor de sloop
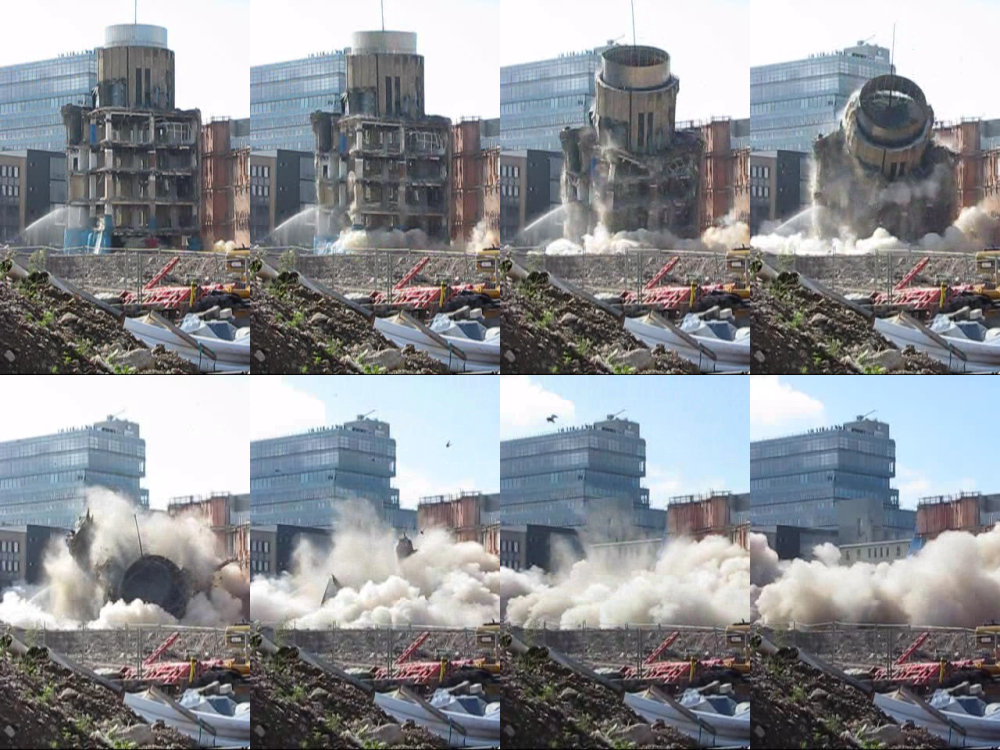
Sloop van de Althoff-toren op 1 juni 2008

Winkelcentrum na de oplevering
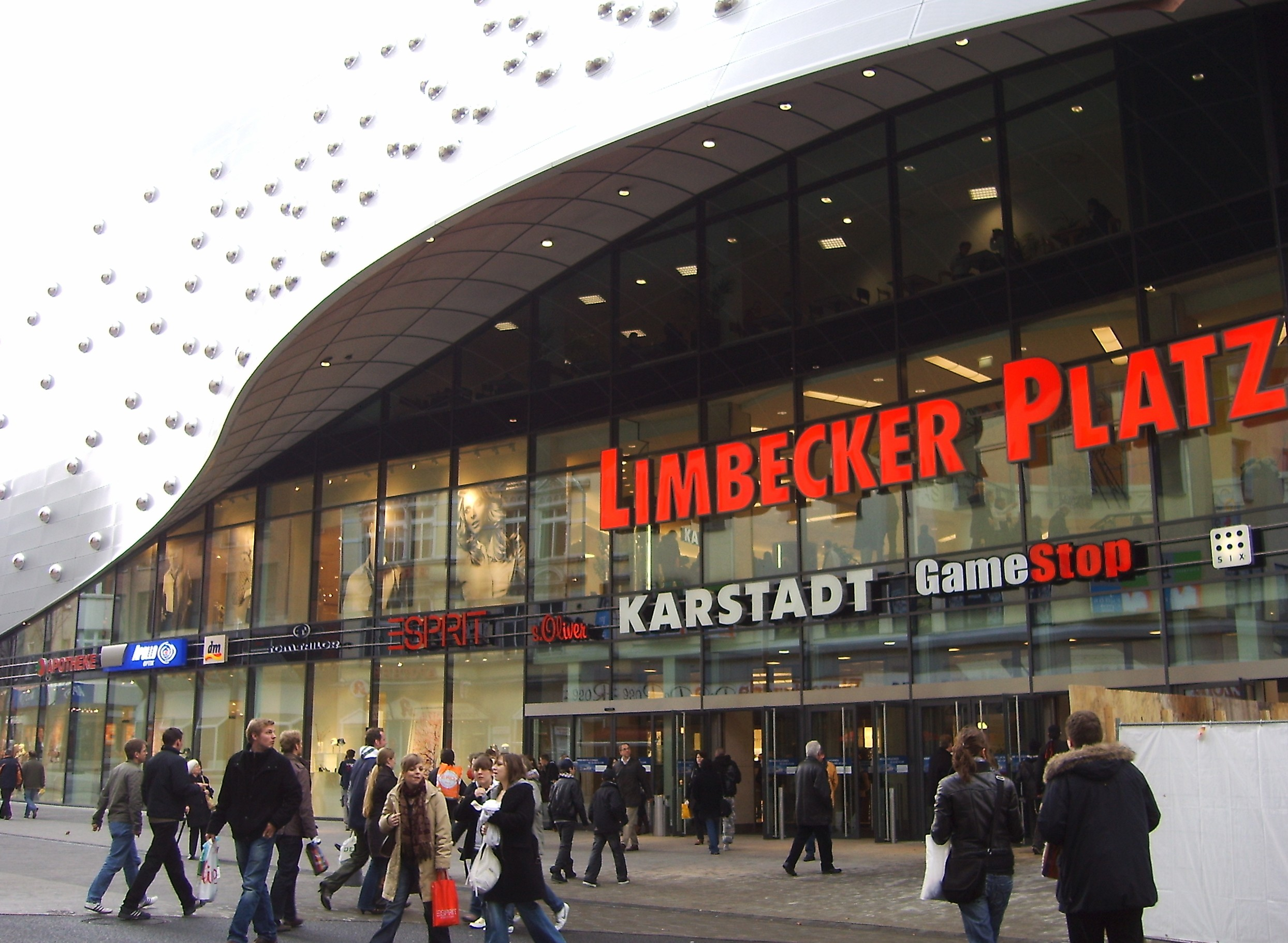
Ingang vanaf de Limbecker Strasse
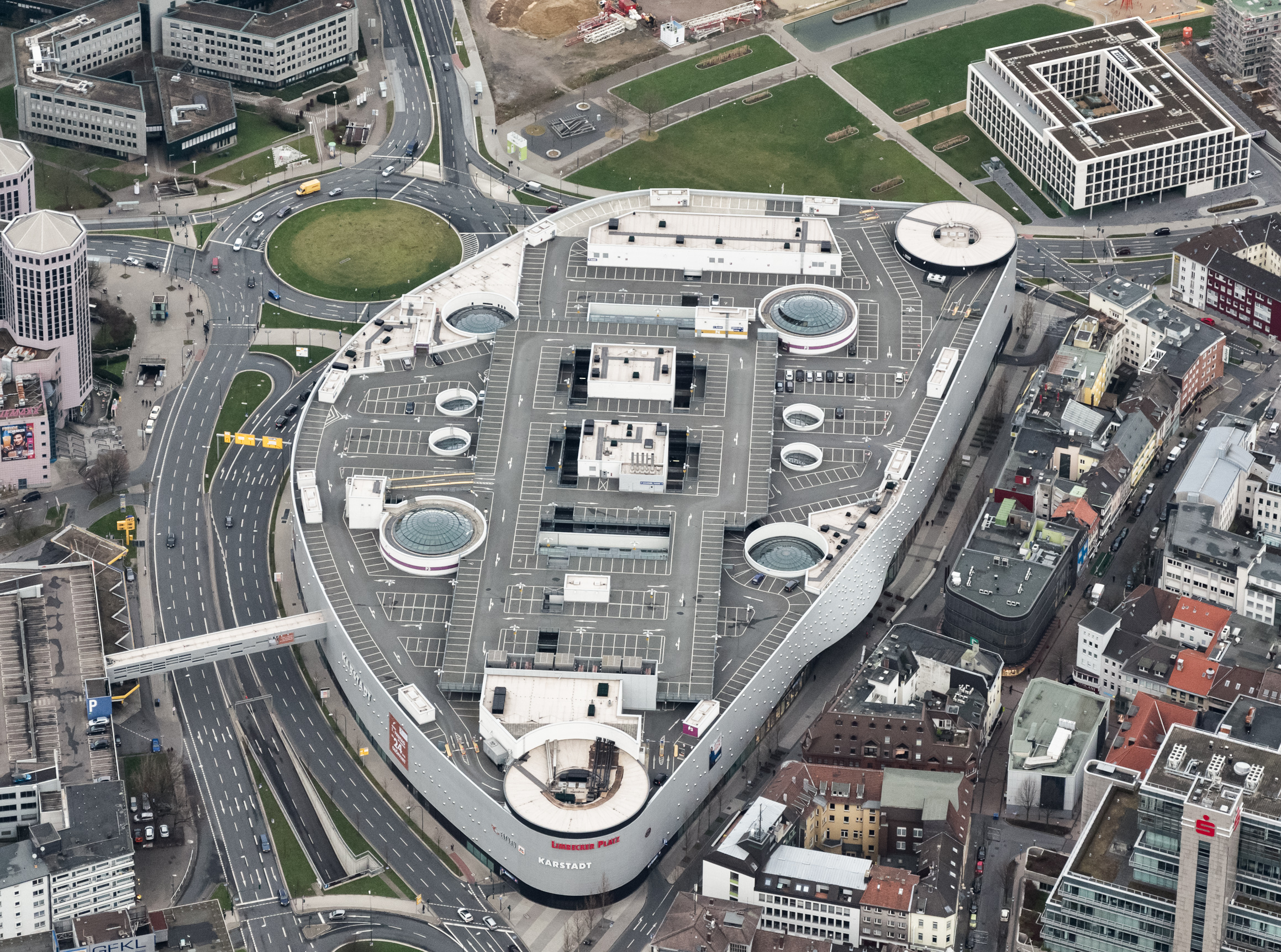
Luchtfoto Limbecker Platz 2014, naar het noorden
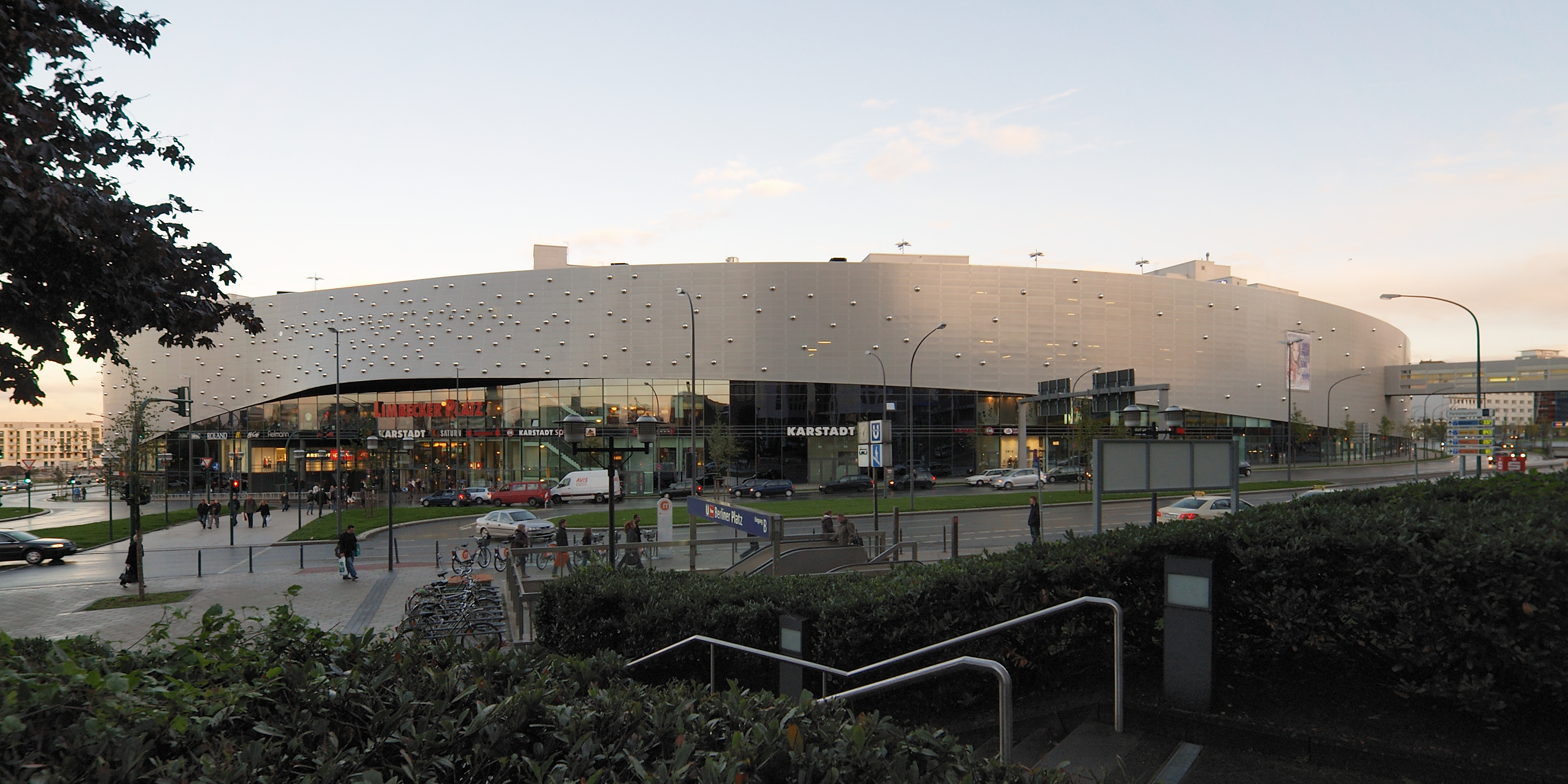
Geveloverzicht
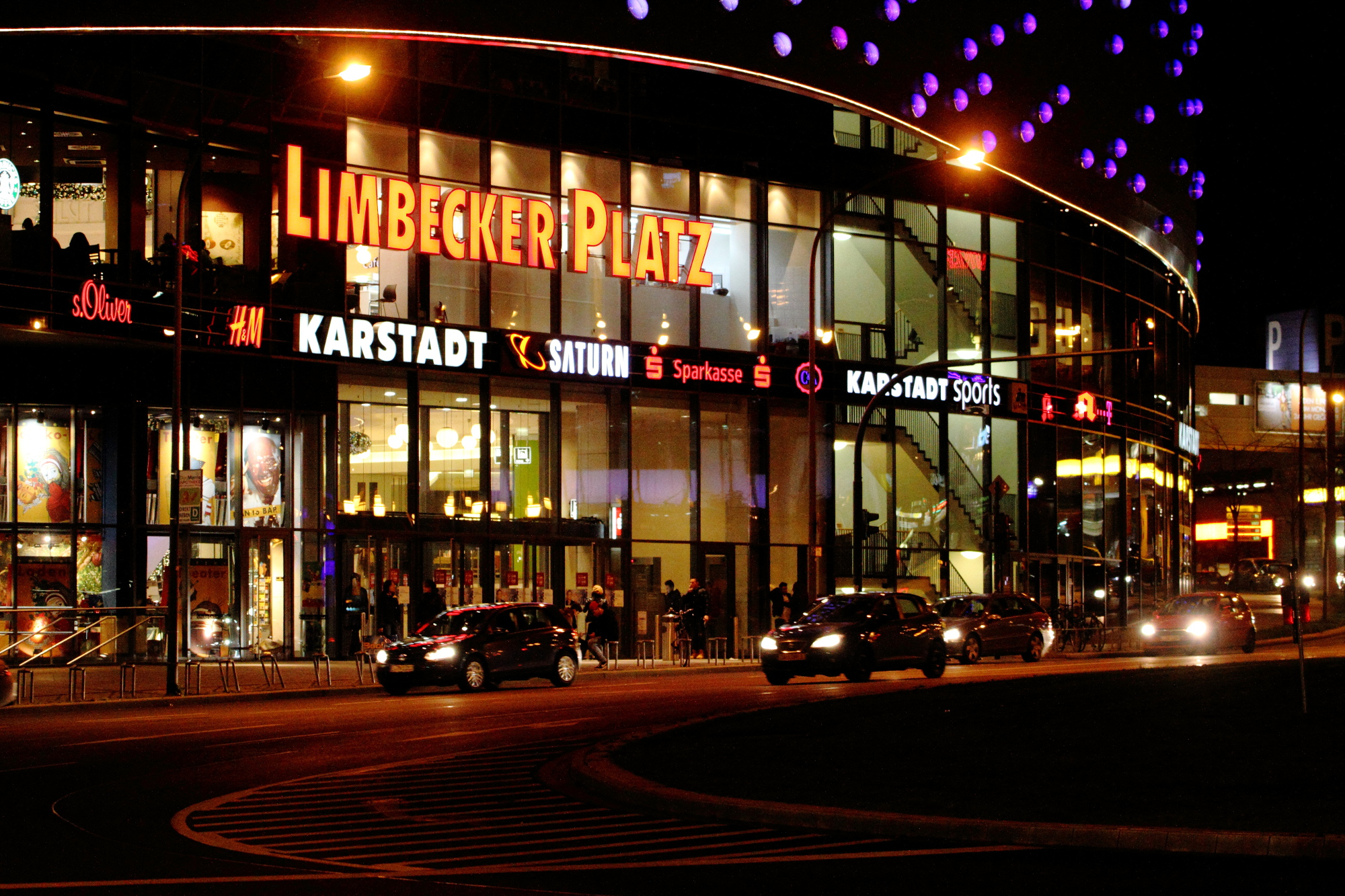
Westelijke ingang aan de Limbecker Platz
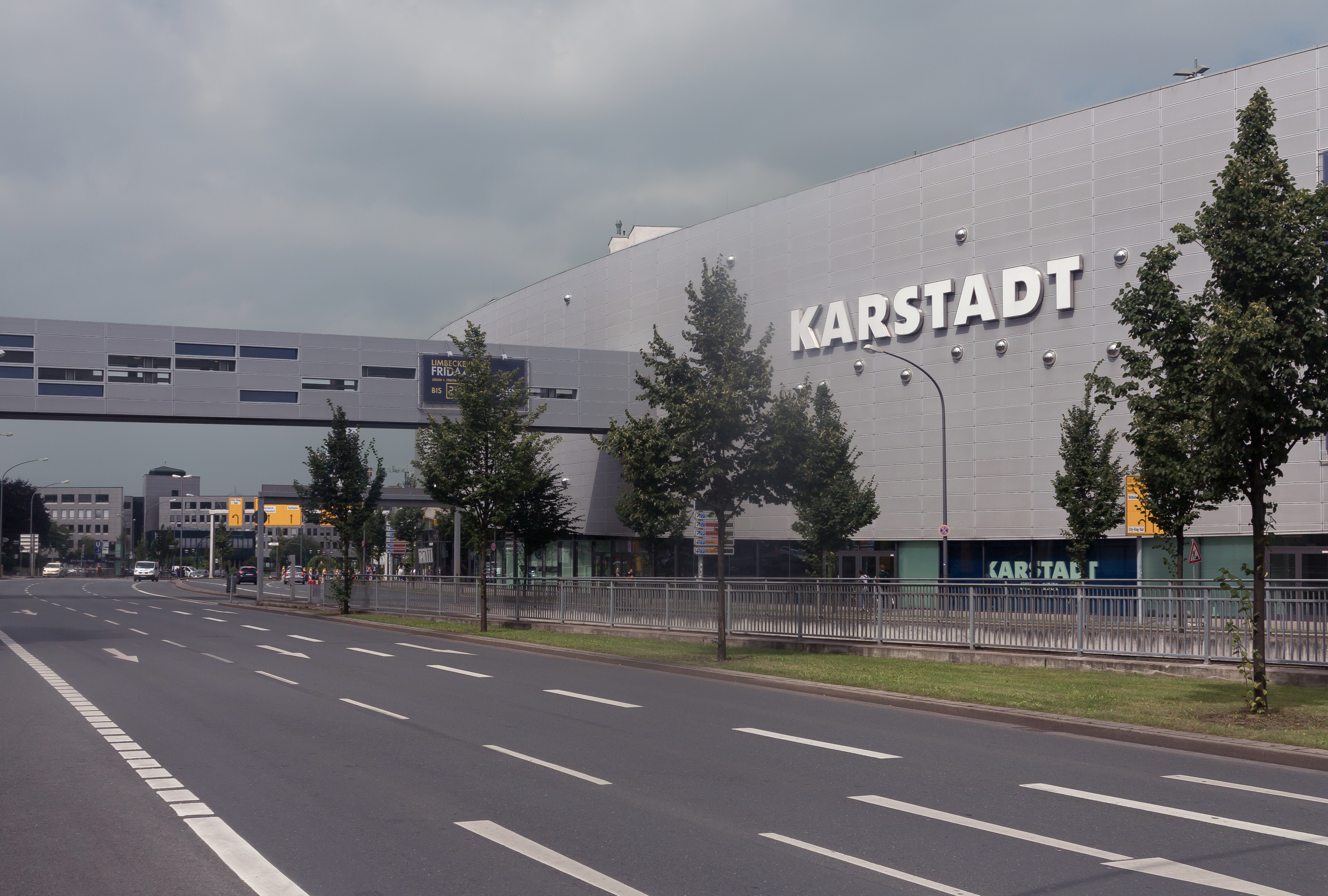
Zuidzijde
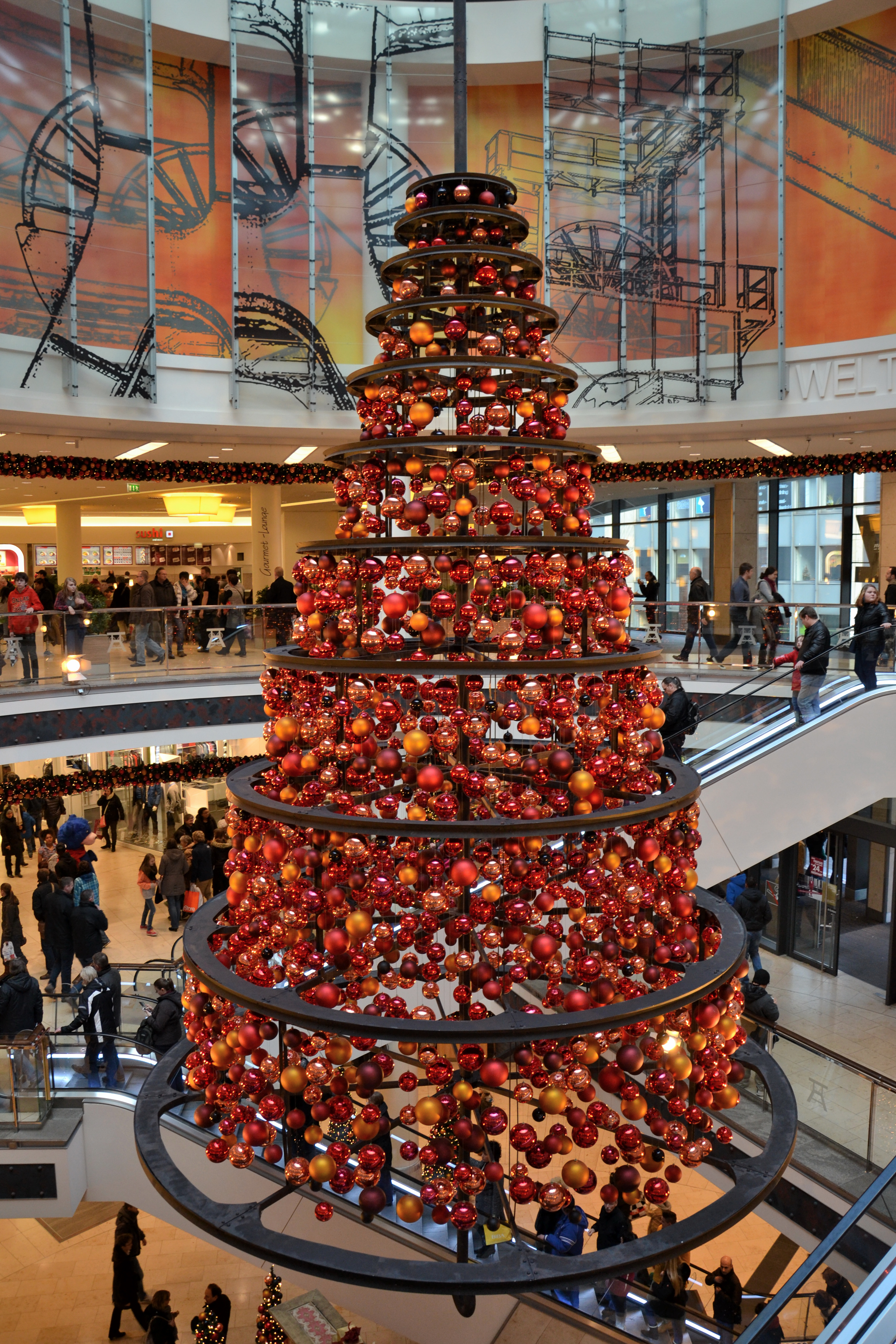
Kerstdecoratie
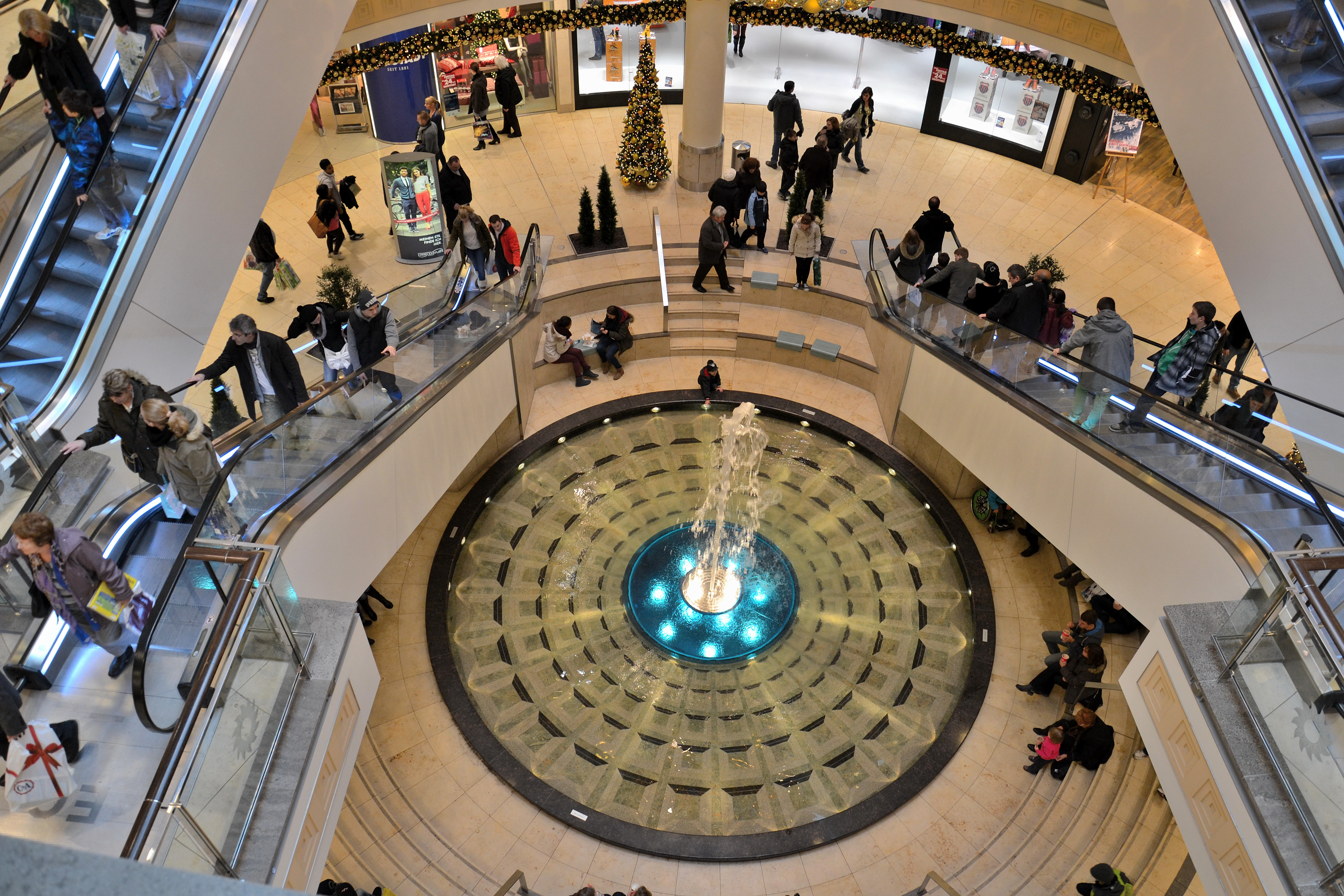
Fontein in het winkelcentrum

### Bereikbaarheid
Het winkelcentrum is bereikbaar met het openbaar vervoer van de Ruhrbahn. De Berliner Platz is de halteplaats voor bus, metro en tram. De voormalige ingang van het metrostation aan de Limbecker Strasse is geïntegreerd in het nieuwe winkelcentrum. 
Vanaf de autosnelweg 40 is het centrum goed bereikbaar via de afrit Essen-Zentrum. Omdat de oude parkeergarage van Karstadt met meer dan 600 parkeerplaatsen in december 2007 werd afgebroken, zijn de bovenverdiepingen van het winkelcentrum (2e t/m 4e verdieping en het dak) parkeerplaatsen voor ongeveer 2000 auto's gecreëerd. 
Naast de bouwwerkzaamheden werden ook de omliggende straten Ostfeldstrasse, Friedrich-Ebert-Strasse en Berliner Platz aangepakt. Hierbij werden onder meer de toegangswegen tot de twee ingangen van de parkeergarage aangelegd en werden de verkeersstromen vereenvoudigd door de aanleg van een rotonde op de Berliner Platz. 